# Hanlon’s Razor

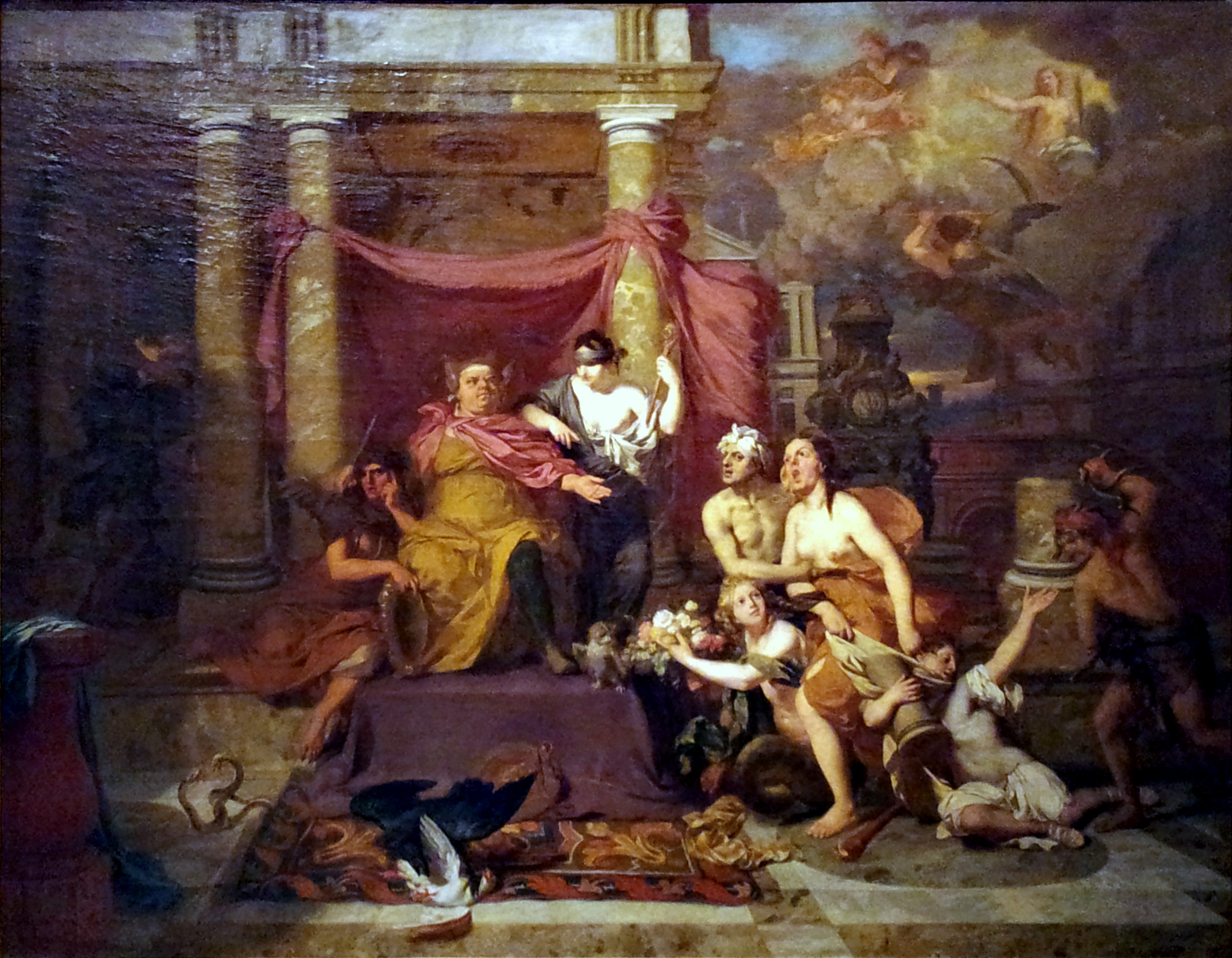
Das Gericht der Dummheit oder Die Verleumdung des Apelles von Gérard de Lairesse. Der vom Hass verfolgte Angeklagte wird von Verleumdung, Neid und Treulosigkeit vor einen Richter mit Eselsohren geführt, der von Ignoranz und Misstrauen umgeben ist.

Der englische Begriff Hanlon’s Razor [ˈhænləns ˈreɪzɚ] (deutsch: Hanlons Rasiermesser) bezeichnet ein Sprichwort, das etwas über den wahrscheinlichsten Grund menschlichen Fehlverhaltens aussagt. Es lautet: „Schreibe nicht der Böswilligkeit zu, was durch Dummheit hinreichend zu erklären ist“ (englisch: Never attribute to malice that which can be adequately explained by stupidity). Oder kürzer: Geh nicht von Böswilligkeit aus, wenn Dummheit genügt (englisch: Never assume malice when stupidity will suffice).
Bei Hanlons Rasiermesser geht es also um eine fehlerhafte Ursachenzuschreibung (Kausalattribuierung). Es ähnelt Ockhams Rasiermesser, nach dem man von mehreren hinreichenden Erklärungen die einfachste vorziehen sollte.

## Entstehung und Benennung
Eine von zwei Erklärungen zur Entstehung besagt, dass Robert J. Hanlon eine reale Person war und ihm dieses Sprichwort zugeschrieben werden kann. Entsprechend der Theorie kam das Sprichwort als Zuschrift von Hanlon in das 1980 erschienene Buch Murphy’s Law Book Two. More Reasons Why Things Go Wrong.
Die andere gängige Erklärung zur Entstehung schreibt das Sprichwort dem Science-Fiction-Autor Robert A. Heinlein zu; die Schreibweise „Robert Hanlon“ sei eine Fehlschreibweise oder Verballhornung von „Robert Heinlein“. In der Kurzgeschichte Logic of Empire bzw. deutsch Auktion auf der Venus von 1941 schreibt Heinlein:

“You have attributed conditions to villainy that simply result from stupidity.”

„Sie haben Gegebenheiten auf Schurkerei zurückgeführt, die lediglich auf Dummheit beruhen.“

## Verwendung
Hanlon’s Razor dient häufig dazu, Verschwörungstheorien zurückzuweisen. In diesem Sinne sagte beispielsweise Bernard Ingham, Pressesprecher von Margaret Thatcher:

“Many journalists have fallen for the conspiracy theory of government. I do assure you that they would produce more accurate work if they adhered to the cock-up theory.”

„Viele Journalisten fallen auf die Theorie herein, hinter der Regierung stehe eine Verschwörung. Ich versichere Ihnen, dass sie bessere Arbeit ablieferten, wenn sie stattdessen von Pfusch ausgingen.“

Ingham prägte mit dieser Aussage das englische Motto Cock-up before conspiracy ‚Pfusch statt Verschwörung‘, das als lakonische Variante von Hanlons Rasiermesser gelten kann.